# Gigantes de Montería
Los Gigantes de Montería es un equipo de béisbol de la Liga de Verano de Béisbol Profesional en Colombia, con participación desde la temporada 2016 y con sede en el Estadio Dieciocho de Junio de Montería. Obtuvo su primer título de la liga en la temporada inaugural en 2016.

## Roster 2016-2017
Esta es la nómina del equipo presentada en 2016

## Palmarés
- Liga de Verano de Béisbol Profesional: Campeón 2016